# Yves Laferrière
Pour les articles homonymes, voir Laferrière.
Yves Laferrière, né en 1943 et mort le 11 décembre 2020 à Montréal, est un compositeur et acteur québécois.

## Biographie
Dans les années 1970, Yves Laferrière se fait connaître dans le milieu québécois du rock progressif : il est bassiste pour le groupe Ville Émard Blues Band, puis devient l'un des membres fondateurs du groupe Contraction, avec lequel il enregistre de deux albums, en plus de participer aux enregistrements de disques d’autres groupes progressifs, dont celui de Conventum en 1977. L'année suivante, il signe un album solo auquel participent des membres du groupe Harmonium, en plus de Michel Rivard et de Marie-Michèle Desrosiers du groupe Beau Dommage. Il est également impliqué dans divers projets musicaux et accompagne sur scène la chanteuse Monique Leyrac. 
À partir des années 1980, il compose de la musique de film pour de nombreuses productions québécoises, notamment pour Jésus de Montréal (1989), film de Denys Arcand, qui lui vaut un prix Génie, et pour Joyeux Calvaire (1996) et Les Invasions barbares (2003) du même réalisateur.
Il est le beau-père de Blanche Baillargeon.

## Filmographie
Comme compositeur
- 1980 : La Cuisine rouge
- 1982 : La Phonie furieuse
- 1983 : Lucien Brouillard
- 1983 : Rien qu'un jeu
- 1984 : La Femme de l'hôtel
- 1985 : C'est comme une peine d'amour
- 1986 : Sonia
- 1988 : Le Chemin de Damas
- 1989 : Blanche est la nuit
- 1989 : Jésus de Montréal
- 1990 : Un été après l'autre
- 1990 : Babylone
- 1991 : Solo
- 1991 : Montréal vu par…
- 1991 : Pacha et les Chats (série TV)
- 1991 : Le Complexe d'Édith
- 1992 : Between the Solitudes
- 1993 : Le Sexe des étoiles
- 1996 : Bandes-hommages 100 ans de cinéma
- 1996 : Joyeux Calvaire
- 1999 : The Secret Laughter of Women
- 2002 : Claude Jutra, portrait sur film
- 2004 : Plain Truth (TV)

Comme acteur
- 1991 : Le Complexe d'Édith